# Christoph Wilhelm Hufeland

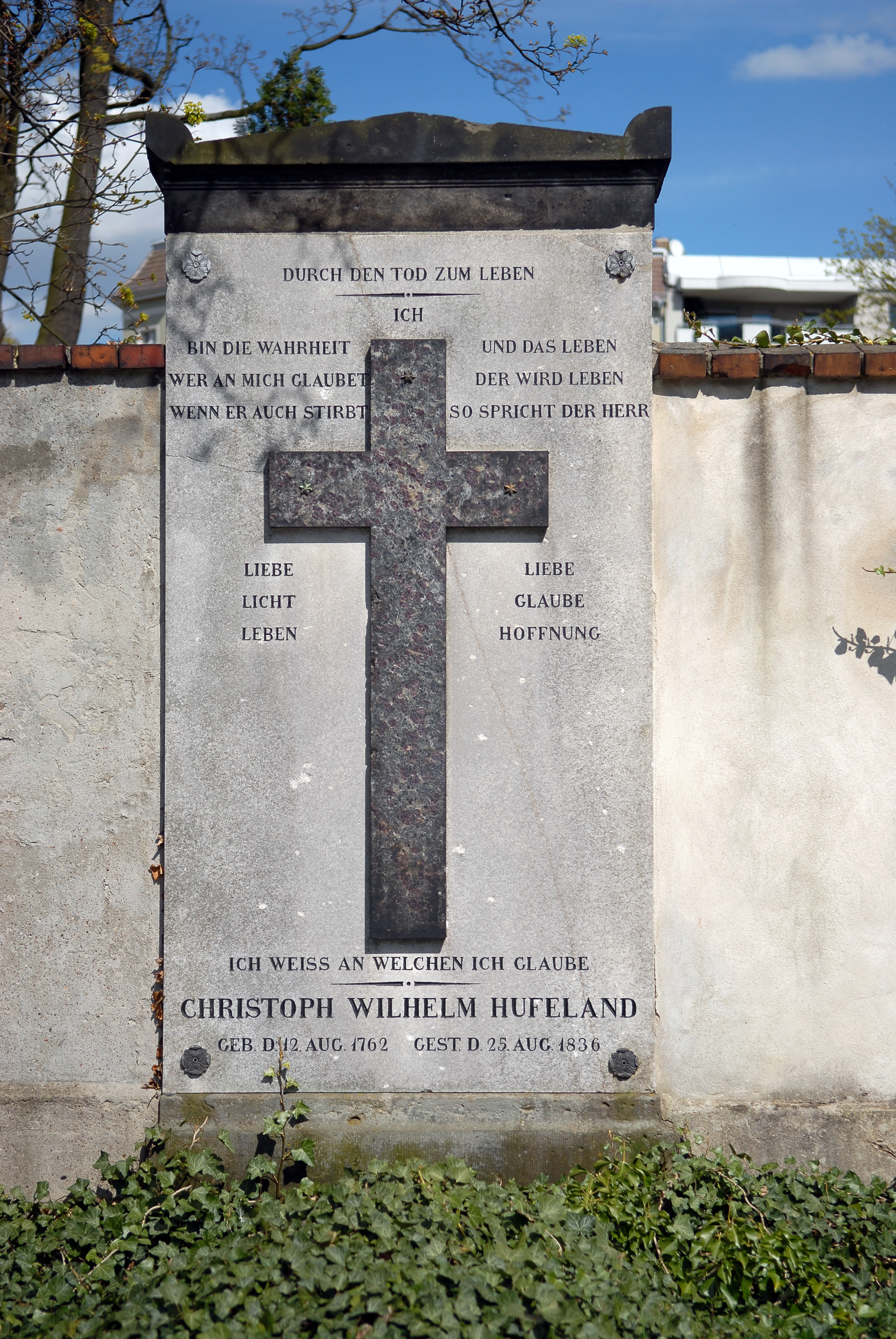
Síremléke Berlinben

Christoph Wilhelm Hufeland (Langensalza, 1762. augusztus 12. – Berlin, 1836. augusztus 25.) német orvos.

## Élete
1780-tól Jénában, egy évvel később Göttingenben tanult, ahol 1783-ban megszerezte orvosi oklevelét. Azután Weimarban működött gyakorló orvosként, kapcsolatban állt Wielanddal, Herderrel, Goethével, Schillerrel. 1793-ban Jénában tanított, 1798-ban a III. Frigyes Vilmos porosz király háziorvosa, a berlini Charité első orvosa, majd a Collegium medico-chirurgicum igazgatója volt. A jénai csata után a királyi családot Königsbergbe, Memelbe és Tilsitbe kísérte, 1809-ben az új Berlini Egyetemen a patológia és a terápia tanára, 1810-ben a minisztérium egészségügyi osztályának államtanácsosa lett. Hufeland nevéhez fűződik a Bibliothek der practischen Heilkunde és a Journal der practischen Heilkunde (Journal der practischen Arzneykunde und Wundarzneykunst) lap (1795-1835, 83 köt.) kiadása. Önéletrajzát Göschen adta ki (Berlin 1863).

## Művei
- Ueber die Natur, Erkenntnismittel und Heilart der Skrofelkrankheit (Jena 1795, 3. kiad. Berlin 1819);
- Die Kunst, das menschliche Leben zu verlängern (uo. 1796, a harmadik kiadástól kezdve Makrobiotika c. alatt jelent meg, magyarul ford. Kováts Mihály, pest 1798, 12 rész, Buda 1825);
- Ueber die Ungewissheit des Todes (Halle 1791, 2. kiad. 1824);
- Guter Rat an Mütter (12. kiad. Lipcse 1875, magyarra fordította Őri Fábián László, Az anyákhoz való jó tanátsa c. alatt, Pozsony 1802);
- Geschichte der Gesundheit (uo. 1812, 3. kiad. 1816);
- Praktische Uebersicht der Vorzüglichsten Heilquellen Deutschlands (uo. 1815, 4. kiad. 1840);
- Enchiridion medicum oder Anleitung zur medizinischen Praxis, Vermächtnis einer 50-jährigen Erfahrung (uo. 1836, 10. kiad. 1857);
- Kleinere medizinische Schriften (uo. 1822-28, 4 köt., ujabb gyüjt. uo. 1834).

## Művei magyarul
- Hufeland K. Vilmány: Szegények' patikája, egyszersmind tapasztalt hasznu gyógyszerek' és orvosságok' választott gyűjteménye; ford. Schedel Ferenc; Orvosi Tár, Pest, 1831.
- Az emberi élet meg-hoszszabbításának mestersége, 1-2.; ford., bőv., jegyz. Kováts Mihály; Trattner Ny., Pest, 1798
- Az emberi élet hoszszabbításának mesterségéről írtt bővebb munkájának rövid foglalattya; Hochmeister, Kolozsvár, 1798
- Az ember élete' meg-hosszabbításának mestersége. A' második kiadás szerint fordította, meg-bővítette Kováts Mihály, 1-2.; Patzko Ny., Pest, 1799
- Hufeland Kristóf Vilmány: Makrobiotika, vagy Az ember életét meghosszabbító mesterség, 1-2.; ford. magyar nyelvre való jegyzékekkel megszaporítá Kováts Mihály; 3. kiad.; Landerer Ny., Buda, 1825
- Háziorvos vagyis 500 legjobb háziszer 145 betegség ellen, ezenkivül utmutatás miként kell élni hogy 100 éves kort érjen el az ember, továbbá a hidegviz csudagyógyerejéről és Hufeland házi és uti gyógyszertára; a tizenegyedik kiadás után magyarította dr. L.; Pfeifer Ferdinánd, Pest, 1862
- A gyermekek testi nevelése. Jó tanácsok anyák számára a gyermekek testi nevelésének legfontosabb pontjaira nézve; ford., bev. Poor Imre; Hartleben, Pest, 1865
- Makrobiotika vagy hogyan hosszabbíthatjuk meg életünket; Klencke átdolgozása nyomán ford. Kemény Fülöp; Franklin, Bp., 1887 (Kis nemzeti muzeum)